# The Ultimate Incantation
The Ultimate Incantation – pierwszy album studyjny, polskiej deathmetalowej grupy muzycznej Vader. Wydawnictwo ukazało się listopadzie 1992 roku w Europie, nakładem wytwórni muzycznej Earache Records. Album trafił także do sprzedaży w Stanach Zjednoczonych, w Polsce i Japonii, odpowiednio nakładem Relativity Records, Carnage Records i Toy’s Factory. W ramach promocji, na zlecenie amerykańskiej stacji telewizyjnej MTV został zrealizowany teledysk do pochodzącego z płyty utworu "Dark Age". 
W latach późniejszych płyta była wielokrotnie wznawiana, przez takie wytwórnie jak: Earache Records, Союз, Del Imaginario Discos, Baron Records, Metal Mind Productions i Koch International Poland. W 2008 roku pięć utworów pochodzących z The Ultimate Incantation znalazło się na kompilacji XXV. Kompozycje, w nieznacznie zmienionych aranżacjach zostały ponownie zarejestrowane, zmiksowane i zmasterowane.
W 2018 ukazała się w limitowanym nakładzie płyta Dark Age, zawierająca ponownie nagrane wszystkie utwory z "The Ultimate Incantation".

## Realizacja nagrań
Pod koniec 1990 roku, po wydaniu drugiej kasety demo pt. Morbid Reich zespół Vader działający w składzie Piotr "Peter" Wiwczarek, Krzysztof "Docent" Raczkowski i  Jacek "Jackie" Kalisz stał się przedmiotem zainteresowania na światowej scenie muzyki heavymetalowej. Wówczas grupa koncertowała głównie w Polsce. W 1991 roku muzycy wystąpili m.in. na Festiwalu Muzyków Rockowych w Jarocinie, Shark Attack w Białej-Podlaskiej oraz S'thrash'ydło w Ciechanowie. Grupa udała się także do Moskwy gdzie zagrała w tamtejszym klubie DK Gorbunowa. W międzyczasie szeregi grupy uzupełnił drugi gitarzysta Jarosław "China" Łabieniec związany z kętrzyńskim zespołem Impurity. Po 1991 roku Kalisz odszedł z zespołu a jego miejsce zajął Piotr "Berial" Kuzioła. Nagrania demo zespołu, sprzedawane w tamtym okresie na całym świecie drogą wysyłkową, przyciągnęły uwagę zachodnich wytwórni płytowych. Były to m.in. takie oficyny jak brytyjska Peaceville Records, amerykańska Wild Rags Records, niemiecka Turbo Music oraz szereg mniejszych podmiotów. Ostatecznie, najlepsze warunki zaproponowała zespołowi brytyjska firma Earache Records, wówczas bodajże najprężniej działająca na świecie wytwórnia muzyki deathmetalowej i grindcore'owej. Po trwających pół roku negocjacjach muzycy podpisali kontrakt.
W 1992 roku zespół wyjechał do Sztokholmu by w tamtejszym Studio Sunlight, we współpracy z realizatorem i producentem Tomasem Skogsbergiem zarejestrować debiutancki album. Do Szwecji pojechali lider zespołu Piotr "Peter" Wiwczarek, perkusista Krzysztof "Docent" Raczkowski wraz z ówczesną dziewczyną oraz menedżer grupy Mariusz Kmiołek. Występujący wówczas w zespole gitarzysta Jarosław "China" Łabieniec pozostał w kraju, ze względu na rekonwalescencję jaką przechodził po złamaniu nogi. Wcześniej mimo podpisanego kontraktu skład zespołu Vader opuścił basista Piotr "Berial" Kuzioła. Muzyk motywował swą decyzję naciskami aby porzucił swój macierzysty zespół Betrayer. Ponadto ze względów ekonomicznych Kuzioła miał pozostać w kraju, nie uczestnicząc tym samym w rejestracji debiutu. Zespół borykający się z problemami finansowymi, posiłkował się własnym prowiantem przywiezionym z Polski. Muzycy nie posiadali wówczas także profesjonalnego sprzętu muzycznego. Wiwczarek dysponował gitarą elektryczną, odpowiadającą jedynie warunkom koncertowym, natomiast Raczkowski w podróż zabrał jedynie talerze i pedały perkusyjne. Wybór Studio Sunlight jako miejsca nagrań był inspirowany relacjami muzyków z lokalnych zespołów Dismember, Entombed, Grave, czy Desultory, sama sesja została zaplanowana na dwa tygodnie rejestracji poszczególnych instrumentów oraz kilka dni na miksowanie. Grupa miała ponadto udać się na kilka dni do Stanów Zjednoczonych gdzie we florydzkim studio Morrisound Recording płyta miała zostać poddana masteringowi.
Sesja nagraniowa nastręczyła muzykom zespołu Vader trudności. Studio nie dysponowało akustyczną perkusją oraz odpowiednimi wzmacniaczami i kolumnami głośnikowymi. Piotr Wiwczarek zarejestrował partie gitar przy użyciu wzmacniacza typu combo. Natomiast Raczkowski zagrał na elektronicznej perkusji. Utrzymana w szybkich tempach, oparta na "blastach" muzyka zespołu utraciła w odczuciu zespołu jak i samej wytwórni finansującej nagrania, na jakości. Według Piotra Wiwczarka: "Docent grał na tych quasi-bębnach jak należy, ale szybkie partie, które są przecież kwintesencją naszej muzyki, nie były wystarczająco wyraźne i dynamiczne. Krzysiek nie mógł pokazać pełni swoich możliwości grając na takim „martwym” zestawie. Trzeba jeszcze dodać, że to były pady pierwszego typu – niezbyt doskonałe, nie miały naciągów podobnych do naturalnych bębnów, grało się na nich trochę sztucznie no i jakość sampli do tego zestawu w jego banku dźwięków pozostawiała wiele do życzenia. Może przy graniu szwedzkim – wolnym i masywnym brzmiało to super, ale przy bardzo szybkich partiach siadała dynamika i atak." Ostatecznie zdecydowano o powtórzeniu sesji nagraniowej w innym studiu, wybór padł na brytyjskie Rhythm Studios. W Wielkiej Brytanii rejestracja nagrań przebiegała sprawnie ze względu na "przećwiczony", wcześniej w Szwecji materiał. W trakcie prac zespół dysponował pozostającym na wyposażeniu studia stosownym sprzętem, akustyczną perkusją oraz wzmacniaczem firmy Marshall. Całość zrealizował były basista zespołu Saxon - Paul Johnson, który współpracował wcześniej m.in. z formacją Benediction. Porzucony został natomiast zamysł masteringu w Morrisound Recording. W ostatnim kwartale 1992 roku debiut grupy był gotowy do wydania. Całość wydawnictwa dopełniła grafika, którą zaprojektował i wykonał Dan Seagrave, artysta mający w dorobku współpracę z takimi zespołami jak Gorguts, Morbid Angel i Entombed.

## Promocja
Album The Ultimate Incantation trafił do sprzedaży w listopadzie 1992 roku nakładem wytwórni muzycznej Earache Records, szczycącej się m.in. sukcesami formacji Napalm Death. Również w 1992 roku płyta ukazała się w Stanach Zjednoczonych w dystrybucji Relativity Records. Z kolei w Polsce nagrania ukazały się na kasecie magnetofonowej nakładem należącej do menedżera zespołu - Mariusza Kmiołka wytwórni Carnage Records. W pierwszym kwartale 1993 roku płyta ukazała się także w Japonii dzięki firmie Toy’s Factory. Kontrakt z Earache Records zapewnił zespołowi znaczną promocję debiutu na całym świecie. Jednakże, nie bez problemów przy produkcji poligrafii wydawnictwa, a także opóźnieniach w dystrybucji w Stanach Zjednoczonych. Lider zespołu - Piotr Wiwczarek w następujący sposób skomentował rolę wydawcy na łamach polskojęzycznej edycji pisma Metal Hammer w 1993 roku: "[...]zrobili znacznie więcej niż przypuszczaliśmy. Nie sądziliśmy że od razu po wydaniu płyty wyjedziemy w półroczną trasę, złożoną z dwóch etapów - europejskiego i amerykańskiego. Z kolei opóźnienia w promocji na terenie Stanów nie powinny były zaistnieć. Było też trochę problemów z okładką płyty, a to dlatego, że nie mieliśmy zupełnie szansy na korektę. Tymczasem podziękowania dla polskich zespołów zostały skrupulatnie wycięte. Tak samo było z autorem tekstów. Napisano - "muzyka i teksty Vader", a przecież wiadomo że połowę liryków napisał nasz kolega z Wrocława - Adrian (Paweł Wasilewski - przyp.)."  Jeszcze przed wydaniem The Ultimate Incantation do zespołu ponownie dołączył Jacek "Jackie" Kalisz, który wraz z Jarosławem "Chiną" Łabieńcem zostali wymienieni we wkładce płyty, mimo że nie uczestniczyli w jej nagraniach. W odnowionym składzie, na początku 1993 roku zespół udał się w trasę koncertową w Europie z udziałem grup Bolt Thrower i Grave. Muzycy wystąpili m.in. w Belgii, Danii, Francji i Niemczech.
W międzyczasie zespół zrealizował teledysk do pochodzącego z płyty utworu pt. "Dark Age". Obraz wyprodukowany na zlecenie stacji telewizyjnej MTV wyreżyserowali Kimmo Kuusniemi i Tanja Katinka. Teledysk spotkał się z pozytywnym odbiorem, emitowany był m.in. w audycji "Headbangers Ball" tegoż kanału telewizyjnego. Na łamach programu został przeprowadzony także wywiad z muzykami zespołu Jackiem "Jackie" Kaliszem i Piotrem "Peterem" Wiwczarkiem oraz relacja z występu w Kopenhadze. Kolejne występy zespół Vader dał w Stanach Zjednoczonych wraz z Dismember i Suffocation. Po powrocie do Polski, w sierpniu 1993 roku kwartet wystąpił po raz kolejny na Festiwalu Muzyków Rockowych w Jarocinie u boku takich zespołów jak Dżem, Izrael, czy Farben Lehre. Również w sierpniu grupa wystąpiła Czymanowie nad Jeziorem Żarnowieckim na festiwalu Energia Sztuki - Żarnowiec '93, w którym wzięły udział ponadto zespoły Hey, Kult, T.Love i Maanam. Z końcem roku muzycy Vadera przyjęli zaproszenie cieszącego się znaczną popularnością w Polsce zespołu muzyki rockowej Proletaryat. Grupa uczestniczyła w trasie koncertowej Czarne Szeregi Tour 1993.  Swoistym zwieńczeniem trasy był koncert w Hali TS Wisły w Krakowie. Występ ten został upamiętniony w postaci wydawnictwa The Darkest Age – Live ’93 (1994). Piotr Wiwczarek o występach u boku Proletaryatu: "To naprawdę szalenie popularny zespół. Dzięki temu mogliśmy zagrać profesjonalnie przygotowane koncerty. To był eksperyment, który sprawdził się w stu procentach." Z końcem 1993 roku dobiegła końca regularna promocja The Ultimate Incantation. Na początku 1994 roku muzycy zarejestrowali pierwszy minialbum Sothis, który trafił do sprzedaży jeszcze tego samego roku. W międzyczasie zespół rozwiązał kontrakt z wytwórnią Earache Records na rzecz pododdziału firmy Impact Records - System Shock, rozpocząwszy kolejny "rozdział" w historii działalności.

## Lista utworów
Opracowano na podstawie materiału źródłowego.
| Nr  | Tytuł utworu            | Słowa                | Muzyka          | Długość |
| --- | ----------------------- | -------------------- | --------------- | ------- |
| 1.  | „Creation (Intro)”      | utwór instrumentalny | Piotr Wiwczarek | 01:30   |
| 2.  | „Dark Age”              | Piotr Wiwczarek      | Piotr Wiwczarek | 04:40   |
| 3.  | „Vicious Circle”        | Paweł Wasilewski     | Piotr Wiwczarek | 02:53   |
| 4.  | „The Crucified Ones”    | Piotr Wiwczarek      | Piotr Wiwczarek | 03:37   |
| 5.  | „The Final Massacre”    | Paweł Wasilewski     | Piotr Wiwczarek | 04:54   |
| 6.  | „Testimony”             | Piotr Wiwczarek      | Piotr Wiwczarek | 04:01   |
| 7.  | „Reign-Carrion”         | Piotr Wiwczarek      | Piotr Wiwczarek | 06:49   |
| 8.  | „Chaos”                 | Paweł Wasilewski     | Piotr Wiwczarek | 04:27   |
| 9.  | „One Step to Salvation” | b.d.                 | Piotr Wiwczarek | 03:48   |
| 10. | „Demon's Wind”          | Piotr Wiwczarek      | Piotr Wiwczarek | 04:27   |
| 11. | „Decapitated Saints”    | Piotr Wiwczarek      | Piotr Wiwczarek | 02:28   |
| 12. | „Breath of Centuries”   | Paweł Wasilewski     | Piotr Wiwczarek | 04:51   |
|     |                         |                      |                 | 48:25   |

## Twórcy
Opracowano na podstawie materiału źródłowego.
| Zespół Vader w składzie - Piotr "Peter" Wiwczarek – gitara rytmiczna, gitara prowadząca, gitara basowa, śpiew, słowa - Krzysztof "Docent" Raczkowski – perkusja - Jarosław "China" Łabieniec – gitara prowadząca[A] - Jacek "Jackie" Kalisz – gitara basowa[A] Notatki - A^ Wymieniony na płycie, nie brał udziału w nagraniach. |  | Produkcja - Paul Johnson – inżynieria dźwięku, produkcja muzyczna - Dan Seagrave – oprawa graficzna, okładka - Francesca Hollings – zdjęcia - Tomasz Malinowski – zdjęcia - Paweł Wasilewski – słowa |

## Wydania
| Rok  | Nr katalogowy | Format          | Wytwórnia                                 | Region                 | Źródło        |
| ---- | ------------- | --------------- | ----------------------------------------- | ---------------------- | ------------- |
| 1992 | MOSH 59       | CD, Album       | Earache Records                           | Wielka Brytania/Europa | [ 13 ] [ 17 ] |
| 1992 | 88561-1158-2  | CD, Album       | Earache Records/Relativity Records, Inc.  | Stany Zjednoczone      | [ 13 ] [ 18 ] |
| 1992 | 88561-1158-4  | Cass, Album     | Earache Records/Relativity Records, Inc.  | Stany Zjednoczone      | [ 13 ]        |
| 1992 | CARR 052      | Cass, Album     | Carnage Records                           | Polska                 | [ 13 ] [ 19 ] |
| 1992 | MOSH 59       | Cass, Album     | Earache Records                           | Wielka Brytania/Europa | [ 13 ]        |
| 1992 | MOSH 59       | LP, Album       | Earache Records                           | Wielka Brytania/Europa | [ 13 ] [ 20 ] |
| 1993 | MOSH 59       | CD, Album       | Earache Records                           | Stany Zjednoczone      | [ 13 ]        |
| 1993 | TFCK-88614    | CD, Album       | Toy's Factory                             | Japonia                | [ 13 ] [ 21 ] |
| 1994 | MMP 0025      | Cass, Album, RE | Metal Mind Productions                    | Polska                 | [ 13 ]        |
| 1995 | MMP CD 0025   | CD, Album       | Metal Mind Productions                    | Polska                 | [ 13 ] [ 22 ] |
| 1995 | BMR 094       | Cass, Album     | Baron Records                             | Polska                 | [ 13 ] [ 23 ] |
| 2000 | MOSH59CD      | CD, Album, RE   | Earache Records/Koch International Poland | Polska                 | [ 13 ]        |
| 2003 | MOSH 59       | CD, Album, RE   | Earache Records/Союз                      | Rosja                  | [ 13 ]        |
| 2008 | D.I. 065      | CD, Album       | Del Imaginario Discos                     | Argentyna              | [ 13 ]        |